# آيت بيش (لكدادرة)
آيت بيش هو دُوَّار يقع بجماعة لكدادرة، إقليم الصويرة، جهة مراكش آسفي في المملكة المغربية. ينتمي الدوّار لمشيخة لكدادرة التي تضم 15 دوار. يقدر عدد سكانه بـ 613 نسمة حسب الإحصاء الرسمي للسكان والسكنى لسنة 2004.

## وصلات خارجية
- البوابة الوطنية للجماعات الترابية
- المندوبية السامية للتخطيط